# Chuang C’-tchao
Chuang C’-tchao (čínsky pchin-jinem Huáng Zǐtāo, znaky 黄子韬; *2. května 1993), známý jako Tao (korejsky 타오, Tchao), je čínský raper, zpěvák, skladatel, model a herec. Huang je bývalým členem korejsko-čínské skupiny EXO a její čínské podskupiny EXO-M. Po odchodu ze skupiny debutoval v Číně s EP TAO pod uměleckým jménem Z.Tao. Jako herec debutoval v romantickém filmu You Are My Sunshine (2015), později získal uznání za ztvárnění hlavních rolí v seriálech Negotiator (2018) a The Brightest Star in the Sky (2019).
Huang se v roce 2017 umístil na 25. místě žebříčku magazínu Forbes v seznamu 100 nejvlivnějších čínských celebrit, v roce 2019 obsadil 35. místo a o rok později 37. místo.

## Mládí
Chuang C’-tchao se narodil v Čching-tao v Číně 2. května 1993. Jako dítě prošel tréninkem wu-šu. Díky talentové soutěži v roce 2010 podepsal smlouvu s SM Entertainment.